# Acid bromic
Acidul bromic este un acid anorganic cu formula chimică HBrO3. Sărurile acestui acid se numesc bromați (de exemplu, bromat de sodiu și bromat de potasiu). 

## Proprietăți

### Fizice
Acidul bromic este solubil în apă, iar în soluție este incolor, siropos și foarte acid. Are caracter oxidant și decolorant. 